# Station Rosersberg
Rosersberg is een station aan de Märstatak van het forensenspoorwegnetwerk van Stockholm op 31,4 km ten noorden van Stockholm C.

## Geschiedenis
Het oorspronkelijke station werd geopend in 1866, toen de noordelijke hoofdlijn werd geopend. Het spoor wordt sinds 1942 als onderdeel van de oostkustlijn beschouwd. Aanvankelijk werd het station bediend door de treinen tussen Stockholm en Uppsala. Sommige van de voorstadstreinen rond Stockholm, die eerder hun noordelijke eindpunt hadden in Upplands Väsby, werden in de jaren 40 van de 20e eeuw doorgetrokken tot Märsta.
In 1967 nam SL de verantwoordelijkheid over voor het forensenverkeer in de provincie Stockholm. Dit betekende de invoering van een starre dienstregeling en de ombouw van het station. In de jaren 80 van de 20e eeuw werd het station wederom verbouwd.

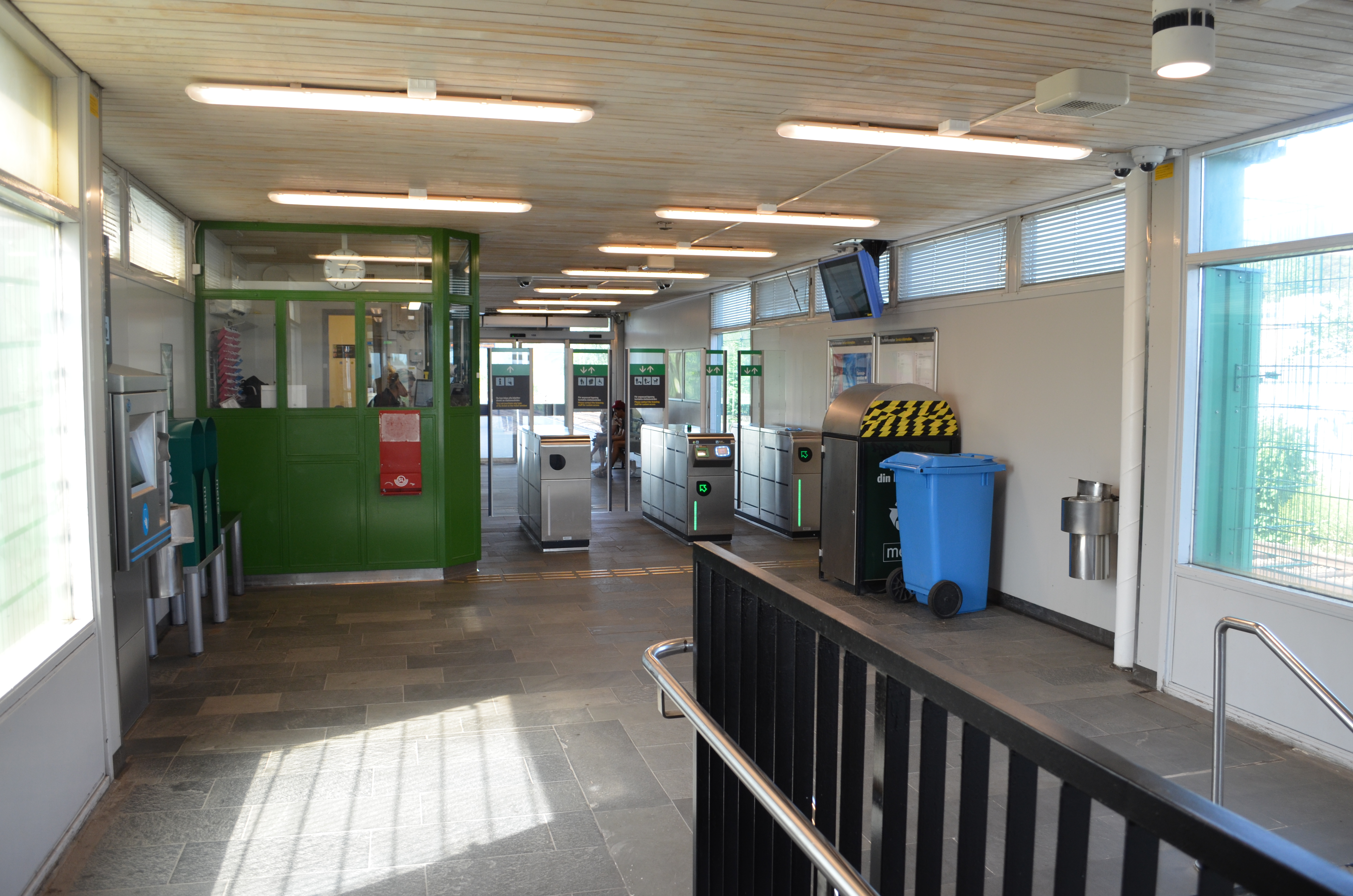
Stationshal.
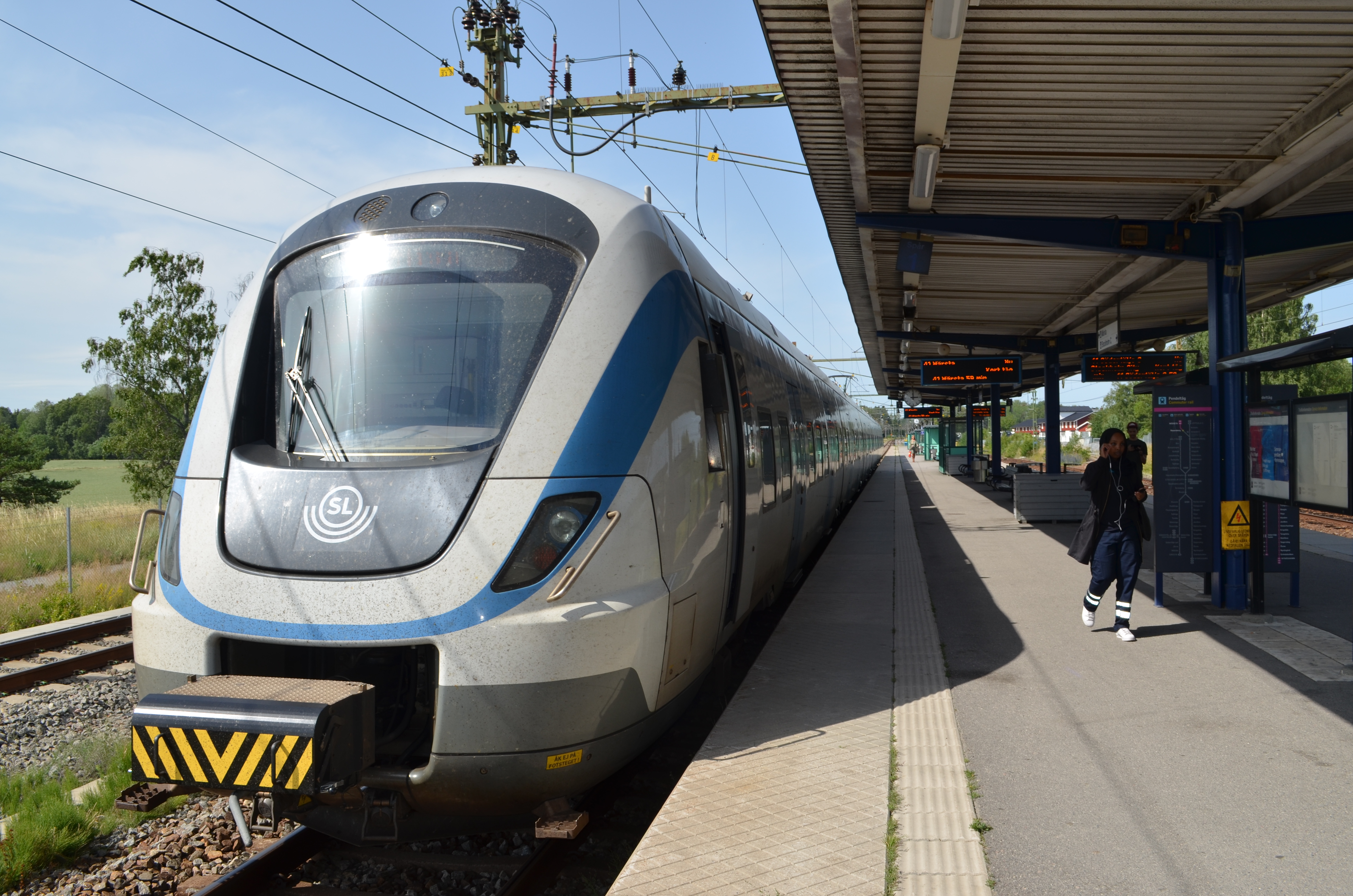
X60 langs het perron.
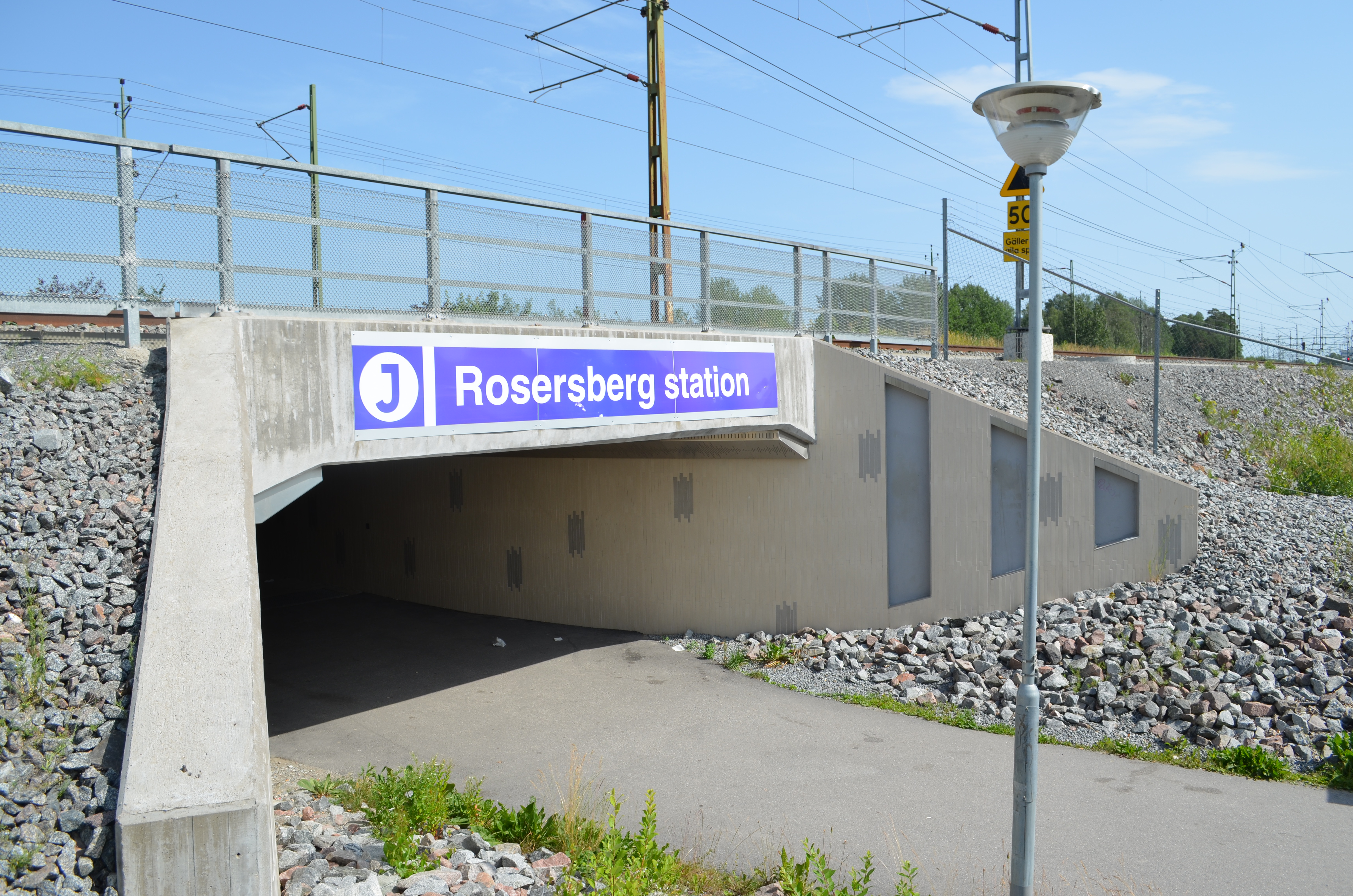
Ingang.

## Reizigersverkeer
Het station ligt aan de westrand van de bebouwde kom van Rosersberg in de gemeente Sigtuna. Het station heeft een eilandperron met een stationshal die vanuit een voetgangerstunnel toegankelijk is. Het station had in 2015 ongeveer 1.200 instappers op een gemiddelde doordeweekse dag in de winter.